# دقيق الشوفان

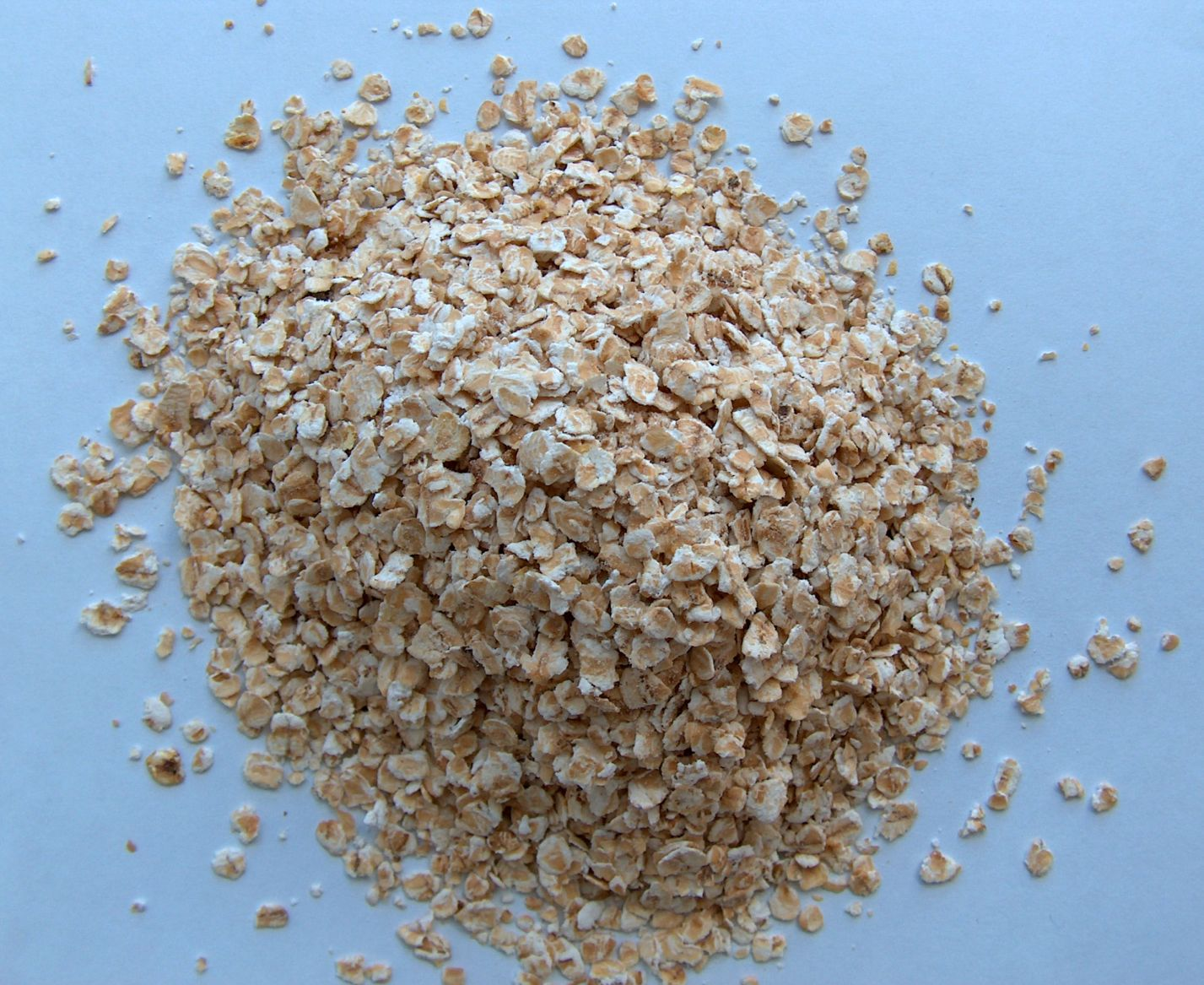
دقيق الشوفان

إن الشوفان  هو طحين برغل الشوفان (أي دقيق الشوفان، الذرة، وطحين البازلاء، الخ)، أو عصيدة مصنوعة من هذا المنتج (وتُعرف أيضاً باسم حبوب دقيق الشوفان أو الستيرأباوت، في أيرلندا). كما يمكن أن يشير دقيق الشوفان إلى حبوب البرغل (قبل طحنها)، أو الشوفان المطحون، أو لفائف الشوفان.

## الاستخدام
يُطحن البرغل حتى يصبح حبوباً خشنة، مما يُعرف بدقيق الشوفان، أو يُقطع قطعاُ صغيرة لعمل حبوب البرغل غير المطحونة، أو يوضع على البخار، ثم يُسحق لعمل لفائف الشوفان. وتُقطع لفائف الشوفان سريعة الطهى (الشوفان السريع) إلى قطع صغيرة قبل وضعها على البخار ولفها. ويتم طهى دقيق الشوفان الفوري مسبقاً وطحنه، وعادة ما يتم إضافة التحلية والنكهة. ويُستخدم دقيق الشوفان لصنع العصيدة، باعتبارها أحد مكونات كعك الشوفان وكعكة الشوفان، أو كنوع من التوابل، كالإضافات التي توضع على الكثير من خبز النخالة المصنوع من الشوفان والطبقة المُغطية لجبن الكابوكو. الشوفان هو أيضا في بعض الأحيان عصيدة مع نخالة أو قشر ليفية، وكذلك النواة الشوفان أو جروات. كما أنها تستخدم بوصفها مغلظة في بعض الأطعمة مثل الفلفل الحار المعلبة فلفل كارني الحار، في بعض المشروبات الكحولية، ومستحضرات التجميل والصابون والعلاجات الطبية، وأحيانا تضاف إلى علف الحيوان.

## الفوائد الصحية لحبوب الإفطار
زاد الاهتمام بحبوب الشوفان في الآونة الأخيرة لفوائدها على الصحة. ويمكن أن يكون الاستهلاك اليومي من وعاء دقيق الشوفان سبباً في خفض معدل الكولسترول بالجسم، نظراً لاحتوائه على الألياف القابلة للذوبان. وبعد أن توصلت التقارير إلى أن الشوفان يمكن أن يساعد على خفض نسبة الكولسترول، اجتاح الولايات المتحدة «هوس نخالة الشوفان»، في أواخر ثمانينيات القرن العشرين، وبلغت ذروتها في 1989، إلا أن هذا الهوس لم يدم طويلاً وسرعان ما زال بحلول تسعينيات القرن العشرين. ثم زادت شعبية دقيق الشوفان وغيره من المنتجات التي تحتوى على الشوفان مرة أخرى بعد القرار الذي صدر في يناير 1997 من قِبل إدارة الغذاء والدواء بأن الطعام الذي يحتوى على الكثير من نخالة الشوفان أو لفائف الشوفان قد يحمل لاصق بأنه يمكن أن يقلل من خطر الإصابة بأمراض القلب عند ضمنه في نظام غذائي قليل الدسم. يرجع هذا إلى احتواء الشوفان على البيتا غلوكان. وطالما كان الشوفان عنصراً أساسياً في غذاء العديد من الرياضيين، وخاصة مدربي الأوزان؛ وذلك نظراً لما يحتويه دقيق الشوفان على نسبة عالية من الكربوهيدرات المركبة والألياف القابلة للذوبان في الماء، مما يساعد على الهضم البطيء ويؤدي إلى استقرار مستويات السكر في الدم. كما أن عصيدة الشوفان تحتوي أيضا على نسبة أكبر من فيتامين ب والسعرات الحرارية عن تلك الموجودة في أنواع العصيدة الأخرى.
أما بالنسبة لدقيق الشوفان المطبوخ، فيحتوي على نسبة أقل من مؤشر نسبة السكر عن تلك الموجودة في النيء، لأنه عند الطبخ، تتحرر الألياف القابلة للذوبان في الماء من الحبوب. مؤشر نسبة السكر وتقوم هذه الألياف بتحرير الجلوكوز ببطء شديد.[بحاجة لمصدر]
- الزبيب ودقيق الشوفان الفوري قبل التحضير.
- الزبيب ودقيق الشوفان الفوري بعد التحضير.

## ارتباطات ثقافية

### اسكتلندا
لدى دقيق الشوفان تاريخ طويل في تقاليد الطهي الأسكتلندية، وذلك لأن الشوفان أنسب لموسم النمو القصير الرطب من القمح. ولذلك، أصبحت الحبوب الأساسية لهذا البلد، حتى إن في الجامعات الأسكتلندية القديمة، كان هناك يوماً للعطلة يعرف بوجبة الاثنين، وذلك لسماح للطلاب بالعودة إلى مزارعهم وجمع المزيد من الشوفان للطعام.
وقد أشار صمويل جونسون إلى ذلك في قاموسه، على نحو مهين، عندما أورد تعريفه للشوفان: «نوع من الحبوب يُستخدم قي إنجلترا كغذاء للخيول، ولكن يستخدم قي اسكتلندا كوسيلة لدعم أهلها.» وذكر كاتب سيرته،جيمس بوزويل، أن السير والتر سكوت قال أن لورد إليبانك قام بالرد على ذلك قائلاً: «بالفعل، وأين ستجد خيول مثل هذه ورجال مثل هؤلاء؟»
وهناك طريقة مشتركة بديلة لطبخ الشوفان في اسكتلندا، وهي عن طريق نقعه طوال الليل في مياة مملحة وطبخه على نار هادئة في الصباح لدقائق قليلة حتى يصبح المزيج سميكاً.
يُصنع دقيق الشوفان في اسكتلندا عن طريق طحن الشوفان حتى يصبح مسحوقاً خشناً. وهناك درجات مختلفة تتوفر تبعاً لمدى دقة الطحن، بما في ذلك الشوفان الخشن، وذى الرأس وذى الجودة العالية. وتتلخص استخداماته الأساسية في الآتي:
- العصيدة التقليدية (أو البوريج)
- بروز: خليط سميك مصنوع من الشوفان إلئ والزبد أو الكريم؛ ويؤكل مثل العصيدة ولكن به حشو أكثر بكثير من ذلك الموجود في العصيدة.
- لفائف الشوفان، الشوفان المطحون، وغيرها من التنوعات «الفورية» التي غالبا ما تستخدم لهذا الغرض لأنها أسرع للتحضير.
- ثريد، يُصنع عن طريق خلط دقيق الشوفان بالماء البارد، ثم تصفيته وتسخينه لصالح الأطفال والمتعافين من الأمراض.
- أحد مكونات الخَبز
- في تصنيع البانوك أو كعكة الشوفان
- كحشو للدواجن
- كطبقة خارجية لجبن الكابوكو
- المكون الرئيسي للطبق الاسكتلندي، سكيرلى، أو نظيرها في متاجر بيع الأسماك، البودنج المقلى جيداً ذو طبقة الزبد السميكة التي تجعله طرياً.
- يُخلط بدم الخروف، ويضاف إلى المزيج الملح والفلفل لعمل بودنج المرتفعات الأسود
- يُخلط بالدهون والماء والبصل والتوابل، ثم يتم غليه بداخل أمعاء خروف لعمل ماراج جيل، وهو عبارة عن بودنج هبرديان أبيض، يُقدم وقت الإفطار على هيئة شرائح مع البيض المقلى.
- كمكون رئيسي من مكونات الهاجِس.

### دول الإسكندينافيا
تشتمل وجبة الإفطار التقليدية في إسكندينافيا على عصيدة دافئة مصنوعة من لفائف الشوفان بعد غليها في الماء وإضافة القليل من الملح وأحياناً الزبيب. وعادة ما تُقدم مع الحليب وتوضع أعلاه إما مربى اللينجونبيرى، أو مربى فريز السحاب، أو شراب التفاح، على الرغم من أنه أحياناً يُقدم مع العسل أو الزبد.

### فيرمونت
إن تصنيع دقيق الشوفان في ولاية فيرمونت بالولايات المتحدة له تاريخ طويل، تمتد جذوره إلى وقت استيطان الاسكتلنديين في هذه الولاية. وعلى الرغم من وجود اختلافات، يبدأ معظمها بحبوب البرغل (قبل طحنها). يتم نقع الشوفان طوال الليل في ماء بارد، مضاف إليه الملح وشراب القيقب. وفي وقت مبكر من صباح اليوم التالي، قبل البدء في الأعمال الزراعية، سيقوم الطاهي بإضافة جوزة الطيب مطحونة، وقرفة مطحونة، وأحيانا زنجبيل أيضاً، ثم يوضع الوعاء على النار ويٌطهى لمدة لا تزيد عن 90 دقيقة، وبعد الانتهاء من الأعمال الزراعية، يُقدم مع الكريمة واللبن والزبد. ولأن معظم أهل فيرمونت الآن ليست لديهم أعمال زراعية، أصبحت الوصفة أكثر سهولة حيث أصبحت تُطهى على حرارة أعلى لمدة تتراوح بين 10 إلى 30 دقيقة. وتتصدر فيرمونت بالولايات المتحدة من حيث نصيب الفرد من استهلاك حبوب الشوفان المطهية. كما يوجد نوع آخر في فيرمونت يُقدم في بعض أكواخ التزلج القديمة بعض الشيء، ويبدأ من الشوفان المُقطع قطعاً كبيرة، المضاف على سطحه شراب القيقب وأيس كريم الفانيليا، لخلق فارق بين حرارة الجو العالية ودقيق الشوفان 

## وصلات خارجية
- بطولة العالم لعمل العصيدة، بما في ذلك وصفات لعمل العصيدة وغيرها من أطباق دقيق الشوفان. World Porridge Making Championships including recipes for porridge and other oatmeal dishes
- قاموس الطاهى المكنز (مع صور متنوعة من دقيق الشوفان

The Cook's Thesaurus (with pictures of variety of oatmeals)]
- وصفة خبز الشوفان Oatmeal Bread Recipe